# Pierre-Raymond de la Barrière
Pierre-Raymond de la Barrière (né à Rodez dans le Midi de la France, et mort le 13 juin 1383 à Avignon) est un pseudo-cardinal français du XIVe siècle créé par l'antipape d'Avignon Clément VII. Il est membre de l'ordre des augustins.

## Biographie
Pierre-Raymond de la Barrière est archidiacre de Guadalfaiera, dans l'archidiocèse de Tolède. Il est nommé évêque de León en 1360, où il est connu sous le nom de Pedro de Barreira. Puis il est transféré à Toul en 1361, à Mirepoix en 1363 et enfin à Autun en 1377. 
Il décline la promotion de cardinal par le pape Urbain VI et joint l'obédience d'Avignon. L'antipape Clément VII le crée cardinal lors du consistoire du 18 décembre 1378.
Le cardinal de la Barrière est l'auteur du traité De schismate contre le pape Urbain VI.